# 11123 Aliciaclaire
11123 Aliciaclaire eller 1996 RT24 är en asteroid i huvudbältet som upptäcktes den 8 september 1996 av NEAT vid Haleakalā-observatoriet. Den är uppkallad efter Alicia Claire Contrite.